# Dingoo A320
Dingoo A320은 중국 Dingoo Digital Technology Ltd에서 개발한 휴대용 에뮬레이터 게임기이다. 2009년 2월 현지에서 발매가 되었고, 이후 국내에 수입되어 상당한 판매고를 올리며 유저들이 커뮤니티를 만들어 활발하게 활동하고 있다.